# جائحة فيروس كورونا في غويانا
جائحة فيروس كورونا في غويانا 2020 هي جزء من الجائحة العالمية لمرض فيروس كورونا 2019-20 (كوفيد-19) الناتجة عن العدوى بالنمط 2 من الفيروس التاجي المرتبط بالمتلازمة التنفسية الحادة الشديدة (سارس كوف 2). أُكد وصول الفيروس إلى غويانا في الحادي عشر من مارس 2020. كانت الحالة الأولى المؤكدة في البلاد لامرأة مسافرة من نيويورك، وهي بعمر الثانية والخمسين وتعاني من حالات مرضية مرافقة من بينها الداء السكري وارتفاع ضغط الدم. توفيت المريضة في مشفى جورج تاون العام.

## خلفية
في الثاني عشر من يناير 2020، أكدت منظمة الصحة العالمية أن نوعًا جديدًا من الفيروسات التاجية كان السبب وراء الداء التنفسي الذي أصاب مجموعة من الأشخاص في مدينة ووهان ضمن مقاطعة خوبي الصينية، والذي بُلغت به منظمة الصحة العالمية في الحادي والثلاثين من ديسمبر 2019.
على عكس وباء المتلازمة التنفسية الحادة الوخيمة (سارس) عام 2003، تعتبر نسبة الوفيات إلى عدد الحالات الكلي أقل بكثير بالنسبة لكوفيد-19، لكن انتشار المرض كان أشد بكثير، الأمر الذي أدى إلى حصيلة وفيات ضخمة.

## التسلسل الزمني

### مارس
في الحادي عشر من مارس 2020، أُعلن عن الحالة الأولى لمرض فيروس كورونا في غيانا لسيدة في الثانية والخمسين من العمر تعاني من حالات مرضية مرافقة منها الداء السكري وارتفاع ضغط الدم. توفيت المريضة لاحقًا في مشفى جورج تاون العام.
في الثامن عشر من مارس 2020، أغلقت إدارة الطيران المدني لغيانا مطارات البلاد في وجه الرحلات الجوية المدنية الواردة لمدة أربعة عشر يومًا، كما أُغلقت المدارس بالكامل.
في التاسع عشر من مارس 2020، أغلقت إدارة الطيران المدني لغيانا (جي سي إيه إيه) المجال الجوي الغياني أمام جميع الرحلات الجوية القادمة.
في الثالث والعشرين من مارس 2020، أعلنت المحاكم الغيانية عن إيقاف النشاطات القضائية أو إجرائها بشكل محدود.
في الخامس والعشرين من مارس، أعلنت نائبة رئيس الأطباء د. كارين غوردون بويل أن الاختبار الفيروسي سوف يُجرى على الأشخاص الذين يبدون أعراض مرض فيروس كورونا أو العائدين من خارج البلاد فقط. قدمت منظمة الصحة للبلدان الأمريكية لغيانا 700 عدة اختبار تشخيصي و400 عدة اختبار ماسح.
في الحادي والثلاثين من مارس 2020، قال أوباج نارين عمدة مدينة جورج تاون إنه لن يطبق إجراءات الإغلاق العام أو حظر التجول على عكس المدن المجاورة.

### أبريل
في الأول من أبريل 2020، أُعلن عن حالة وفاة جديدة. كان الضحية عامل إسعاف طبي سابقًا يبلغ من العمر 38 عامًا. وصل العدد الكلي للحالات المؤكدة إلى 12: 10 في المنطقة الرابعة ومريض واحد في المنطقة الثالثة ومريض واحد في المنطقة السادسة. حتى تلك اللحظة كانت السلطات قد أجرت 52 اختبارًا تشخيصيًا.
في الثاني من أبريل 2020، أعلن الرئيس الغياني ديفيد غرينجر عن إغلاق الحانات والمطاعم والأماكن الترفيهية الأخرى بين الساعة السادسة مساء والسادسة صباحًا.
في الثالث من أبريل 2020، أعلنت غيانا عن 19 حالة جديدة وأربع وفيات، ليصل معدل وفيات مرض فيروس كورونا نسبة إلى الحالات 21.05% وهي أعلى نسبة في العالم. أعلن وزير الصحة أن على جميع سكان غيانا الالتزام بالبقاء في منازلهم. دخل حظر تجول وطني عام حيز التنفيذ من الساعة السادسة مساء حتى السادسة صباحًا. كان حظر التجول قد أُعلن مسبقًا منذ الثلاثين من مارس في المنطقة العاشرة. بقي عدد من الخدمات الأساسية قيد العمل مع تخفيف ساعات الخدمة اليومية.
بدأت هيئة الدفاع المدني برنامج إنقاذ مؤلفًا من الأساسيات من المواد الغذائية والمنظفات لمساعدة المجتمعات الأكثر عرضة للضرر.
في السادس من أبريل 2020، أعلنت غيانا عن 29 حالة جديدة.
في الثامن من أبريل 2020، أعلن أن الكولونيل جون بيرسي ليون لويس -الذي أُعلنت وفاته في السابع من أبريل- كان قد التقط العدوى بمرض فيروس كورونا. لم يُجر الاختبار التشخيصي له إلا بعد موته. كانت زوجته قد توفيت نتيجة إصابتها بذات الرئة قبل 12 يومًا.
تقرر إغلاق جميع مكاتب البريد منذ يوم الخميس فصاعدًا، كما أُجريت تدابير خاصة للمتقاعدين من أجل استلام تعويضهم التقاعدي.
في التاسع من أبريل 2020، أعلن الاتحاد الأوروبي عن منحة بقيمة 8 ملايين يورو (8.6 مليون دولار أمريكي)، والتي سوف تستخدمها وكالة الكاريبي للصحة العامة في الصراع ضد فيروس كورونا. تعد غيانا واحدة من أربع وعشرين دولة في وكالة الكاريبي للصحة العامة (كارفا).
أُسعفت فتاة بعمر ست سنوات منذ فترة قريبة إلى مجمع مشفى ليندن. نظرًا لخطورة وضعها الصحي قُرر نقلها إلى جورج تاون، لكن الفتاة توفيت خلال تسعين دقيقة. أُجريت لها مسحة لتحري الإصابة بكوفيد-19 لأنها كانت تعاني من ارتفاع الحرارة وصعوبة في التنفس. أتت نتيجة التحليل سلبية فيما بعد.
أعلنت وزيرة الصحة العامة فولدا لورنس عدم تسجيل أي حالات جديدة في التاسع من أبريل، مع العلم أن الاختبار التشخيصي أُجري على 152 شخصًا.
في الحادي عشر من أبريل 2020، أعلنت هيئة الدفاع المدني عن وجود أربع منشآت حجر صحي بقدرة استيعابية كلية تصل إلى 254.
في الثاني عشر من أبريل 2020، سمحت وزارة الصحة للمشافي الخاصة بإجراء المسحات التشخيصية لمرض فيروس كورونا.
مات 34 غيانيًا بسبب مرض فيروس كورونا على الأقل في مدينة نيويورك بحلول أوائل أبريل وفقًا للقنصل الغياني في نيويورك. قال رئيس الوزراء الغياني موزس ناغاموتو إن عدد العالقين في مدينة نيويورك وحدها يقدر بـ 10 آلاف إلى 12 ألف مواطن غياني، لكن البلاد لن ترسل رحلات جوية لإعادتهم إلى بلدهم في الوقت الحالي. أُجلي 200 مواطن أمريكي إلى بلادهم في الرابع عشر من أبريل على متن الخطوط الجوية الشرقية (إيسترن أيرلاينز). أعلنت الصين عن إرسال 30,000 قناع طبي وعدد من أجهزة التنفس الاصطناعي إلى غيانا.
في الخامس عشر من أبريل 2020، أعلنت وزارة الصحة أنه ومن بين الحالات المصابة، هناك أربعة عشر مصابًا من الساحل الشرقي لديميرارا وخمسة مصابين من الضفة الشرقية لديميرارا وسبعة عشر مصابًا من مركز مدينة جورج تاون، ما يعني أن المنطقة الرابعة تحوي نسبة 86% من مجمل الحالات.
في الثامن عشر من أبريل 2020، عبر السكان القرويون الأصليون عن مخاوفهم من الشح في الغذاء نظرًا للارتفاع الكبير في تكاليف شحن المواد الغذائية بسبب الجائحة. حتى ذلك الوقت لم تكن مراكز السيطرة على الأمراض والوقاية منها قد أرسلت أي حزمة مساعدات إلى قرى السكان الأصليين.
أُعلن عن وفاة المريض السابع في هذا اليوم. أعلنت منظمة الصحة للبلدان الأمريكية عن إرسال 7,000 عدة اختبار تشخيصي إلى غيانا.
في الحادي والعشرين من أبريل 2020، توفي الناشط السياسي الداعم لتحالف الشراكة للوحدة الوطنية والتحالف من أجل التغيير مارفن بيرس يوم الإثنين في الولايات المتحدة بسبب مرض فيروس كورونا عن عمر 44 سنة.
اتفقت سورينام وغيانا على السماح بالتجارة النظامية عبر نهر كورانتين. كان النهر الذي يمثل الحدود بين البلدين مغلقًا حتى ذلك الوقت، ما أدى إلى نقص في الغذاء والوقود أصاب قرى السكان الأصليين، وعلى وجه الخصوص أوريالا وسيباروتا. بقيت الحدود مغلقة أمام المسافرين.
في الثالث والعشرين من أبريل، قررت غيانا إرسال وحدات اختبار متنقلة لتحري كوفيد-19 حول البلاد، وذلك بسبب الشك في وجود عدد إضافي من الحالات غير المشخصة نتيجة نقص القدرة على الاختبار. أصبحت غيانا في هذا الوقت تملك 9,000 عدة اختبار تشخيصي.
في الرابع والعشرين من أبريل 2020، قال رئيس هيئة العمليات المكلفة بمكافحة كوفيد-19 موزس ناغاموتو إن الاضطرابات المحلية المتعلقة بالانتخابات الغيانية العامة لعام 2020 أدت إلى عرقلة المساعدات الخارجية. استثنى البنك الدولي غيانا من قائمة الدفعة الأولى من حزم المساعدات. أدى النقص في الميزانية لعام 2020 إلى زيادة المشكلة سوءًا.
في السابع والعشرين من أبريل 2020، أعلنت وزارة الصحة العامة عن إجراء 464 اختبار تشخيصي، وهو ارتفاع كبير مقارنة باليوم السابق الذي أجري فيه تسعة اختبارات فقط.
في الثلاثين من أبريل، تبرعت شركة إكسون موبيل وشركاؤها بمبلغ 60 مليون دولار غياني (290,000 دولار أمريكي تقريبًا) للجهود المبذولة في وجه جائحة فيروس كورونا. قُرر تحويل مبلغ 40 مليون دولار غياني إلى مراكز السيطرة على الأمراض والوقاية منها، إضافة إلى مبلغ 10 ملايين دولار إلى كل من جيش الخلاص وروتاري غيانا.
سُجلت الوفاة التاسعة الناتجة عن مرض فيروس كورونا لرجل في السابعة والستين من العمر نحو الساعة الثامنة والثلث من مساء التاسع والعشرين من أبريل.

### مايو
في السادس من مايو، أُكدت الوفاة العاشرة الناتجة عن مرض فيروس كورونا بإجراء الاختبار التشخيصي بعد وفاة المريض. تحسن عدد الاختبارات التشخيصية الممكنة يوميًا، واختُبر 714 شخصًا حتى هذه اللحظة. كان المريض المتوفى رجلًا بعمر الرابعة والستين في دار بالمز للمسنين. خضع اثنا عشر شخصًا من طاقم العمل و24 نزيلًا مقعدًا للحجر الصحي.
اعتُقل عشر غيانيين لمحاولتهم الهرب إلى البرازيل بطريقة غير شرعية ووُضعوا تحت الحجر الصحي. يبدو أن الوضع الوبائي الخارج عن السيطرة في البرازيل لم يكن كافيًا لنهي المهاجرين غير الشرعيين عن عبور الحدود.
في العاشر من مايو 2020، وصلت نتيجة اختبار إيجابية لنزيل آخر في دار بالمز للمسنين.
في الحادي عشر من مايو 2020، أُعلن عن بقاء نتيجة المسحة إيجابية لمريضة بعمر الحادية عشرة، والتي كانت من بين الحالات الإيجابية الأولى في البلاد، بعد 56 يومًا من التشخيص.
في الثاني عشر من مايو، أُكد وجود الفيروس في سبع أقاليم من البلاد. المنطقة السابعة (كويوني مازاروني) هي الأحدث على هذه القائمة، أما المناطق المثبت انتشار الفيروس إليها سابقًا فهي المنطقة الأولى (باريما وايني) والمنطقة الثالثة (جزر إسيكيبو- غرب ديميرارا) والمنطقة الرابعة (ديميرار ماهايكا) والمنطقة السادسة (شرق بيربيس كورنتين) والمنطقة التاسعة (تاكوتو الأعلى- إسيكيبو الأعلى) والمنطقة العاشرة (ديميرارا الأعلى-بيربيس).
هرب رجل كان محجورًا بسبب كوفيد-19 في مدينة ليثيم، وأُلقي القبض عليه لاحقًا في البرازيل ما أثار الشكوك حول المعابر النظامية والأفراد المخالطين للمصاب خلال فترة فراره.
في العشرين من مايو 2020، أدى اختبار عشوائي بين أفراد الحرس الجمهوري إلى اكتشاف ثمان مصابين في صفوفه.

## الإجراءات الوقائية
- إغلاق جميع الحدود والمطارات والموانئ أمام الركاب.
- إغلاق جميع المدارس.
- فرض حظر تجول ليلي بين الساعة السادسة مساء والسادسة صباحًا.
- إجبار جميع مشاريع العمل غير الضرورية على الإغلاق.[19]
- إغلاق جميع مكاتب البريد.
- إلزام جميع المواطنين بالبقاء في المنزل وعدم الخروج إلا للأسباب الضرورية.
- إلزام وسائل النقل العامة بالاقتصار على نقل نصف عدد الركاب المصرح لها بنقله عادة.[43]

## المنطقة المتنازع عليها مع فنزويلا
خططت محكمة العدل الدولية لمناقشة النزاع الحدودي بين غيانا وفنزويلا حول منطقة غيانا إسيكيبا في مارس 2020. أُجلت الجلسة المقررة حتى نهاية الجائحة.
عُقدت جلسة الاستماع الأولى أخيرًا في الثلاثين من يونيو 2020، لكن فنزويلا لم تشارك بحجة افتقار محكمة العدل الدولية إلى السلطة القضائية. عُقدت الجلسة بشكل مؤتمر عبر الفيديو نظرًا للظروف الصحية.

## وفيات جديرة بالذكر
- جون بيرسي ليون لويس (13 فبراير 1943 – 7 أبريل 2020)، قائد عسكري غياني ورئيس الاتحادي الغياني لكرة قدم الرغبي.[18]